# Christijn Groeneveld
Christijn Groeneveld (Heerhugowaard, 16 november 1984) is een voormalig Nederlands marathon- en langebaanschaatser uit Heerhugowaard. Hij kwam in beide disciplines uit voor de BAM-schaatsploeg tot seizoen 2012/2013. In het Olympische seizoen 2013/2014 maakte Groeneveld deel uit van TVM en in seizoen 2014/2015 reed Groeneveld bij Team Van Werven.

## Biografie
In het seizoen 2010-2011 won Groeneveld, toen nog uitkomend voor AMI Kappers, het eindklassement van de natuurijsvierdaagse. Op 13 februari 2012 werd Groeneveld tweede in de De 100 van Eernewoude.
Op de langebaan deed Groeneveld twee keer mee aan een nationaal kampioenschap. Hij werd 18e op de 5000 meter op de NK afstanden 2012 en 14e op diezelfde afstand op de NK afstanden 2013. In november 2012 plaatste hij zich via de marathoncup wel voor de wereldbeker op het onderdeel massastart. Hij won ook gelijk de eerste wedstrijd in Heerenveen.
Op 25 januari 2013 werd Groeneveld op het Veluwemeer Nederlands kampioen marathonschaatsen op natuurijs. Hij ontsnapte in de slotfase uit een kopgroep en eindigde voor ploeggenoten Arjan Stroetinga en Jorrit Bergsma.
Bij een val tijdens een training in Inzell raakte Groeneveld op 9 oktober 2014 ernstig geblesseerd aan zijn rug. Groeneveld werd met een traumahelikopter naar het dichtstbijzijnde ziekenhuis vervoerd. Er volgde een jaar lang revalideren, in revalidatiecentrum Heliomare in Wijk aan Zee. Als tijdverdrijf voor het revalideren houdt Groeneveld zich in 2015/2016 bezig met de social media voor Team4Gold. Over zijn val en de revalidatie daarna werd de documentaire Vallen en opgestaan gemaakt.
Groeneveld woont in Amsterdam-West en werkt vier dagen voor financiële dienstverlener Pwc.

## Persoonlijke records
| Afstand      | Tijd     | Datum            | Baan       |
| ------------ | -------- | ---------------- | ---------- |
| 500 meter    | 39.89    | 11 maart 2007    | Hoorn      |
| 1000 meter   | 1.24,93  | 2 februari 2002  | Alkmaar    |
| 1500 meter   | 1.52,10  | 1 december 2012  | Heerenveen |
| 3000 meter   | 3.40,84  | 2 november 2013  | Calgary    |
| 5000 meter   | 6.24,00  | 26 december 2013 | Heerenveen |
| 10.000 meter | 13.18,94 | 28 december 2013 | Heerenveen |

## Belangrijkste overwinningen
2010-2011
- Super Prestige Biddinghuizen

2011-2012
- Marathon Hoorn
- Marathon Haarlem
- Marathon Heerenveen
- Marathon Breda

2012-2013
- Marathon Haaksbergen
- Nederlandse kampioenschappen marathonschaatsen op natuurijs
- Marathonschaatser van het Jaar